# Level
Level (IATA: IB, OACI: IBE) es una aerolínea de bajo coste perteneciente al grupo IAG centrada en la operación de vuelos de largo radio desde el Aeropuerto de Barcelona-El Prat en España. Originalmente creada exclusivamente como una marca comercial, siendo su operativa operada por Iberia, el 3 de diciembre de 2024 obtiene su propio Certificado de Operador Aéreoiniciando así su andadura como compañía aérea independiente, manteniéndose dentro del Grupo IAG.
Su flota, compuesta exclusivamente por Airbus A330-200, dispone de dos cabinas diferentes: cabina Economy y cabina Premium Economy.

## Origen
LEVEL es una aerolínea española de bajo coste con base en el aeropuerto de Barcelona-El Prat. Nació con la intención de competir con Norwegian Air International en el mercado de largo radio low-cost desde el aeropuerto de Barcelona. LEVEL ofrece una experiencia diferencial en la cual el pasaje puede configurar el vuelo a su medida.
Level ofrece una amplia red de conexiones a numerosas ciudades españolas y europeas a través del resto de aerolíneas de la compañía International Airlines Group (IAG), en particular con Vueling Airlines. Además, también tiene código compartido con Qatar Airways, American Airlines o Alaska Airlines. 

## Destinos
Estos son los destinos actuales de Level:
| Países         | Destinos          | Aeropuertos                                    | Frecuencias semanales |
| Europa         | Europa            | Europa                                         | Europa                |
| -------------- | ----------------- | ---------------------------------------------- | --------------------- |
| España         | Barcelona         | Aeropuerto Josep Tarradellas Barcelona-El Prat | Hub                   |
| Norteamérica   |                   |                                                |                       |
| Estados Unidos | Boston            | Aeropuerto Internacional Logan                 | 3-7                   |
| Estados Unidos | Los Ángeles       | Aeropuerto Internacional de Los Ángeles        | 3-7                   |
| Estados Unidos | Miami             | Aeropuerto Internacional de Miami              | 3-4                   |
| Estados Unidos | Nueva York        | Aeropuerto Internacional John F. Kennedy       | 3-7                   |
| Estados Unidos | San Francisco     | Aeropuerto Internacional de San Francisco      | 3-4 (estacional)      |
| Sudamérica     |                   |                                                |                       |
| Argentina      | Buenos Aires      | Aeropuerto Internacional Ministro Pistarini    | 6-11                  |
| Chile          | Santiago de Chile | Aeropuerto Internacional Arturo Merino Benítez | 3-5                   |

## Flota
La flota de la marca Level consta de los siguientes aviones:
| Aeronaves       | En servicio | Pedidos | Pasajeros                                             | Pasajeros                                             | Pasajeros                                             | Pasajeros                                             | Matrículas                                            | Antigüedad                                            | Notas                                                 |
| Aeronaves       | En servicio | Pedidos | C                                                     | W                                                     | Y                                                     | Total                                                 | Matrículas                                            | Antigüedad                                            | Notas                                                 |
| --------------- | ----------- | ------- | ----------------------------------------------------- | ----------------------------------------------------- | ----------------------------------------------------- | ----------------------------------------------------- | ----------------------------------------------------- | ----------------------------------------------------- | ----------------------------------------------------- |
| Airbus A330-200 | 7           | —       | 24                                                    | —                                                     | 275                                                   | 299                                                   | EC-ODA                                                | 17,9 años                                             | Operados por Iberia                                   |
| Airbus A330-200 | 7           | —       | 20                                                    | —                                                     | 255                                                   | 275                                                   | EC-ODB                                                | 12,8 años                                             | Operados por Iberia                                   |
| Airbus A330-200 | 7           | —       | 20                                                    | —                                                     | 255                                                   | 275                                                   | EC-OHY                                                | 12 años                                               | Operados por Iberia                                   |
| Airbus A330-200 | 7           | —       | —                                                     | 42                                                    | 269                                                   | 311                                                   | EC-NRG                                                | 6,6 años                                              | Operados por Iberia                                   |
| Airbus A330-200 | 7           | —       | —                                                     | 42                                                    | 269                                                   | 311                                                   | EC-NRH                                                | 6,4 años                                              | Operados por Iberia                                   |
| Airbus A330-200 | 7           | —       | —                                                     | 42                                                    | 269                                                   | 311                                                   | EC-NEN                                                | 5,5 años                                              | Operados por Iberia                                   |
| Airbus A330-200 | 7           | —       | —                                                     | 42                                                    | 269                                                   | 311                                                   | EC-NNH                                                | 5,3 años                                              | Operados por Iberia                                   |
| Total           | 7           | —       | Edad media de la flota (diciembre de 2024): 9,5 años. | Edad media de la flota (diciembre de 2024): 9,5 años. | Edad media de la flota (diciembre de 2024): 9,5 años. | Edad media de la flota (diciembre de 2024): 9,5 años. | Edad media de la flota (diciembre de 2024): 9,5 años. | Edad media de la flota (diciembre de 2024): 9,5 años. | Edad media de la flota (diciembre de 2024): 9,5 años. |

## Flota histórica
| Aeronaves       | Total | Introducido | Retirado | Matrículas                      |
| --------------- | ----- | ----------- | -------- | ------------------------------- |
| Airbus A320-200 | 2     | 2019        | 2020     | OE-LVR y OE-LVS                 |
| Airbus A321-200 | 4     | 2018        | 2020     | OE-LCF, OE-LCN, OE-LCP y OE-LCR |